# Proclamation d'indépendance du Bangladesh
La proclamation d'indépendance du Bangladesh a eu lieu le 26 mars 1971 au début de la guerre de libération du Bangladesh par Bangabandhu Sheikh Mujibur Rahman,,,,. Plus tard, le 27 mars, la déclaration a été diffusée à la radio par le major Ziaur Rahman (la déclaration du Sheikh Mujibur Rahman et la radio de Ziaur Rahman ont été largement diffusées dans la presse internationale fin mars 1971),,. Le 10 avril, le Gouvernement provisoire du Bangladesh a publié une proclamation sur la base de la déclaration précédente et a établi une constitution provisoire pour le mouvement indépendantiste.

## Premières déclarations

Le premier drapeau bangladais utilisé pendant la guerre de libération.

Le 25 mars 1971, les négociations entre le président pakistanais Yahya Khan et le dirigeant de la Ligue Awami, Sheikh Mujibur Rahman, ont échoué après que Khan a refusé d'accepter le plan de Rahman pour une nouvelle constitution fédérale au Pakistan. Le parti de Rahman a remporté la majorité absolue à l'Assemblée nationale lors de la première élection libre du Pakistan en 1970. Cependant, le parlement nouvellement élu n'a pas pu prendre le pouvoir en raison des objections de l'armée pakistanaise et de l'establishment du Pakistan occidental. La proposition de la Ligue Awami de créer une fédération pakistanaise en six points a été vivement contestée par des bureaucrates et des politiciens de haut rang comme Zulfikar Ali Bhutto au Pakistan occidental. La Ligue a lancé une campagne de désobéissance civile au Pakistan oriental pour faire pression en faveur de la convocation du Parlement, dans un contexte d'aspirations bengalis croissantes à l'autodétermination et à l'indépendance,. Le 7 mars 1971, Rahman s'est adressé à un grand rassemblement en faveur de l'indépendance à Dacca. Yahya Khan et Bhutto étaient dans la ville pendant tout le mois de mars pour les négociations. Le processus politique a été brusquement interrompu par le président Khan, qui a dû faire face à la pression des militaires pour une répression.
Dans la soirée du 25 mars, Mujib a convoqué une réunion de hauts dirigeants nationalistes bengalis, dont Tajuddin Ahmad et le colonel M. A. G. Osmani (en), à sa résidence à Dhanmondi. Ils ont été informés par des initiés bengalis au sein de l'armée d'une répression imminente. Ils ont supplié Mujib de déclarer l'indépendance, mais Mujib a refusé de le faire de peur qu'il soit jugé pour trahison. Tajuddin Ahmed a même apporté tous les instruments d'enregistrement mais n'a pas réussi à convaincre Mujib d'enregistrer la déclaration d'indépendance. Mujib a plutôt ordonné à tous les hauts gradés de fuir en Inde. Cependant, Mujib a décidé de rester à Dacca dans l'espoir de parvenir à un compromis négocié avec le Pakistan occidental en devenant le Premier ministre de l'ensemble du Pakistan.
Dans la nuit du 25 mars, les forces armées pakistanaises ont lancé l'opération Searchlight dans la capitale du Pakistan oriental. Des chars se sont déployés dans les rues de Dacca. Les troupes auraient massacré des étudiants et des intellectuels à l'université de Dacca, ainsi que de nombreux civils dans d'autres quartiers de la ville. Elles ont incendié les quartiers hindous et a écrasé la résistance de la police et des East Pakistan Rifles (EPR).
Juste avant son arrestation dans la nuit du 25 mars, Sheikh Mujibur Rahman a envoyé un message au sujet des attaques contre les EPR et les casernes de police à Dacca, et a déclaré l'indépendance du Bangladesh. Ce message a été diffusé sur Swadhin Bangla Betar Kendra le 26 mars 1971 et a fait l'objet de nombreux articles dans les journaux du monde entier. Le major Ziaur Rahman, commandant du régiment du Bengale oriental à Chittagong, s'est rendu à la station de radio de Kalurghat, à Chittagong, le 27 mars 1971 et a déclaré l'indépendance du Bangladesh en se déclarant chef d'État du nouveau Bangladesh. Mais peu de temps après, il s'est rendu compte que le dirigeant politique du Bangladesh était Sheikh Mujibur Rahman et il a donc corrigé la déclaration en ajoutant qu'il faisait la proclamation au nom de Sheikh Mujibur Rahman le père de la nation.
Les émissions de Zia ont été captées par un navire japonais mouillé dans le port de Chittagong et transmises à Radio Australie.

## Assemblée constituante
Le 17 avril 1971, le gouvernement provisoire du Bangladesh a été constitué à Mujibnagar. il a transformé les membres bengalis élus des assemblées nationales et provinciales du Pakistan en Assemblée constituante du Bangladesh, qui a publié une deuxième proclamation d'indépendance, qui a également servi de loi fondamentale au Bangladesh jusqu'à l'adoption de la Constitution de 1972. Le texte est donné dans le texte suivant :